# Komisija za varstvo gorske narave PZS
Komisija za varstvo gorske narave (KVGN) je strokovni koordinacijski organ PZS, ki je zadolžen za področje varovanja gorske narave. Je strokovni organ upravnega odbora Planinske zveze Slovenije (UO PZS), ki zastopa interese planinske organizacije in dejavnosti na področju varovanja gorske narave.

## Delo komisije
Delo KVNG ureja poseben pravilnik, ki ga je 22. 2. 2014 sprejel in potrdil UO PZS in tudi nekateri drugi akti.
V okviru KVGN delujejo:
- Odseki za varstvo gorske narave planinskih društev;
- Odbori za varstvo gorske narave MDO PD;
- Izvršni odbor KVGN PZS in
- Zbor odsekov za varstvo gorske narave.

Naloge Komisije so:
- zagotavlja organizacijske, vsebinske in strokovne pogoje za delovanje in razvoj varstva gorske narave;
- skrbi za povezovanje dejavnosti KVGN PZS s komisijami znotraj PZS, z odbori za varstvo gorske narave MDO PD, z odseki za varstvo

gorske narave planinskih društev, s sorodnimi, strokovnimi in raziskovalnimi organizacijami v Republiki Sloveniji in v tujini;
- skrbi za usklajenost programskih nalog s Statutom PZS, Častnim kodeksom slovenskih planincev, sklepi Skupščine PZS in UO PZS;
- pripravlja predlog dnevnega reda in gradivo za zbor ter izvršuje sklepe zbora;
- imenuje in razrešuje člane strokovnih odborov KVGN PZS in predstavnike KVGN PZS v drugih organih PZS;
- s soglasjem predsedstva PZS imenuje in razrešuje predstavnike KVGN PZS v strokovne organe drugih organizacij;
- pripravlja predloge vsebinskih in finančnih načrtov ter poročila o delu in finančna poročila za odločanje na zboru in nato na Skupščini PZS;
- s programi oziroma usposabljanji sodeluje pri razpisih za sofinanciranje, ki jih razpisujejo vladne in nevladne organizacije v Republiki

Sloveniji in drugod;
- sprejema akte s področja dela KVGN PZS, ki so podrejeni temu pravilniku;
- skrbi za vsebinsko ustrezno in ažurno vsebino domače spletne strani KVGN PZS in
- daje mnenja in potrebna soglasja k ostalim aktom PZS, ki urejajo varstvo gorske narave.

Komisija pripravlja in izdaja: Edicije, zloženke, zbornike, plakate, opozorila; organizira okrogle mize in delavnice ter strokovno vodene botanične ekskurzije. Načrtuje naravovarstvene in botanične učne poti, kot na primer Pot Karla in Žige Zoisa, ki je bila odprta aprila 2008.
Komisija usposablja varuhe gorske narave, ki imajo status prostovoljnega strokovnega delavca. PD in MDO-ji pa usposabljajo gorske stražarje, ki predstavljajo vzornega planinca, ki si je razširil znanje in vedenje o gorski naravi.

## Priznanja komisije
Priznanja KVGN so:
- Priznanje dr. Angele Piskernik in
- Diploma dr. Angele Piskernik.

Priznanja in diploma dr. Angele Piskernik so posebna planinska priznanja, ki se podelijo gorskim stražarjem, varuhom gorske narave in drugim zaslužnim posameznikom, odsekom za varstvo narave v PD ali odborom za varstvo gorske narave pri MDO za izjemne dosežke na področju varovanja in ohranjanja gorske narave, za vzgojo in publicistično dejavnost. dr. Angela Piskernik je prva slovenska naravovarstvenica, botaničarka, muzealka in pobudnica ustanovitve gorske straže.